# Zineb Erroudany
Ne doit pas être confondu avec Zineb Redouani.
Zineb Erroudany (en arabe : زينب الروداني), née le 1er novembre 2003, est une footballeuse internationale marocaine qui joue au poste de milieu défensif à l'AS FAR.
Elle connaît également la sélection nationale de futsal.

## Carrière en club

### Formation
Zineb Erroudany se forme aux Étoiles de l'Avenir (AEAFF), club basé à Casablanca. C'est aussi avec cette équipe qu'elle connait ses premières sélections avec l'équipe du Maroc des moins de 17 ans.

### Eclosion à Laâyoune (2021-2024)
Après avoir évolué plusieurs années avec les Étoiles de l'Avenir, Zineb Erroudany rejoint en 2021, le club de l'AM Laâyoune évoluant en première division.
Zineb Erroudany passe trois saisons avec cette équipe et atteint la finale de la Coupe du Trône de la saison sportive 2022-2023. Lors cette même finale disputée à Agadir le 27 juin 2024 et remportée par l'AS FAR, 4 buts à 2, Zineb Erroudany inscrit deux buts sur pénalty.

### Révélation à l'AS FAR (depuis 2024)
Ses performances avec Laâyoune ne passent pas inaperçues. Zineb Erroudany est courtisée par plusieurs clubs locaux qui souhaitent s'attacher ses services. Elle se retrouve au cœur d'une polémique entre le Sporting Casablanca et l'AS FAR. La joueuse se serait engagée avec le club casablancais en mai 2024 selon le communiqué dudit club. Toutefois c'est avec l'AS FAR qu'elle finit par s'engager.
Elle dispute son premier match à Alger le 24 août 2024 face au club algérien du CF Akbou dans le cadre de la 1re journée comptant pour le tournoi de l'UNAF qualificatif à la Ligue des champions de la CAF 2024. Titularisée par Mohamed Amine Alioua, l'AS FAR s'impose avec un score de 4 à 0.

#### Ligue des champions CAF 2024: finaliste malheureuse
Après avoir remporté le tournoi qualificatif de l'UNAF qui s'est déroulé en Algérie durant le mois d'août, l'AS FAR se qualifie pour la phase finale pour la 4e fois consécutive. Durant cette phase finale organisée au Maroc du 9 au 23 novembre, le club marocain remporte les trois matchs de poules et s'impose en demi-finale dans le temps additionnel face à l'équipe égyptienne du FC Massar (2-1). Toutefois, l'AS FAR s'incline en finale face au TP Mazembe (1-0). Zineb Erroudany participe à toutes les rencontres en tant que titulaire et délivre une passe décisive contre le TP Mazembe lors de la phase de groupes.

## Carrière internationale

### Maroc -17 ans
Évoluant alors aux Étoiles de l'Avenir, Zineb Erroudany est appelée par Lamia Boumehdi pour prendre part à plusieurs stages et matchs internationaux avec la sélection des moins de 17 ans. Elle participe entre autres aux qualifications de la Coupe du monde dont la phase finale devait se tenir en 2020. Après avoir éliminé Djibouti et le Botswana, le Maroc devait affronter l'Afrique du sud. Mais la compétition a été annulée puis reportée en raison de la pandémie de Covid-19.

### Maroc -20 ans
Zineb Erroudany connaît plusieurs sélections avec la sélection marocaine des moins 20 ans. Durant le mois d'août 2019, elle est convoquée par Lamia Boumehdi pour disputer les Jeux africains de 2019 à l'issue desquels le Maroc décroche la médaille de bronze.
Plus tard, après la pandémie de Covid-19, elle prend part aux éliminatoires de la Coupe du monde 2022 sous la houlette du sélectionneur français Patrick Cordoba. Après avoir éliminé, le Bénin puis la Gambie, le Maroc ne parvient pas à se qualifier pour la phase finale, est éliminé au stade de l'avant-dernier tour par le Sénégal aux tirs au but. Zineb Erroudany participe à l'ensemble des rencontres de cette campagne qualificative,.

### Équipe du Maroc B
Zineb Erroudany qui a connu la sélection des moins de 17 ans et celle des moins de 20 ans, connaît également l'équipe nationale des moins de 23 ans.
Durant le mois de septembre 2023, elle est appelée par Dimitri Lipoff pour prendre part à un stage et deux matchs amicaux internationaux contre l'Islande. Le Maroc qui perd la première manche (3-2), fait match nul lors de la deuxième (0-0). Erroudany participe aux deux rencontres en tant que titulaire,.
Avec cette même équipe, elle participe aux Jeux africains de 2023 qui se tiennent au Ghana durant le mois de mars 2024. Compétition durant laquelle, le Maroc est éliminé au premier tour après deux défaites respectivement face au Nigéria (2-0) et au Sénégal (4-0). Zineb Erroudany prend part aux deux rencontres.
Durant le mois d'avril 2025, elle est convoquée par Miguel Angel Sopuerta pour disputer un match amical contre l'équipe de Tunisie.

### Équipe du Maroc
Durant le mois d'octobre de l'année 2024, Zineb Erroudany reçoit un appel de Jorge Vilda pour prendre part à un stage et deux matchs amicaux internationaux respectivement face à la Tanzanie et le Sénégal. C'est durant ce rassemblement qu'elle fait ses débuts avec la sélection nationale en entrant en jeu face à la Tanzanie le 25 octobre au Stade Père-Jégo, à la place de Najat Badri. Elle fait donc ses débuts à l'âge de 20 ans, 11 mois et 24 jours.
Elle figure dans une liste élargie de 34 joueuses qui prennent part à un rassemblement du 25 mai au 4 juin 2025, soit quelques semaines avant la CAN 2024.

### Équipe du Maroc futsal

#### Coupe d'Afrique des nations 2025: Le Maroc sacré
Dans le cadre des préparations à la CAN 2025, le Maroc reçoit le Sénégal pour deux matchs amicaux, les 25 et 26 mars au Complexe Mohammed VI. Le Maroc remporte les deux rencontres (13-0 puis 6-2). Convoquée, Zineb Erroudany participe aux deux matchs qui et fait donc ses débuts avec la sélection futsal,.
Le 12 avril 2025, la fédération marocaine annonce la liste des joueuses sélectionnées pour disputer la CAN. Zineb Erroudany fait partie des joueuses retenues par Adil Sayeh,.
Après s'être imposé face à la Namibie (8-1) et le Cameroun (7-1) en phase de groupe, le Maroc élimine l'Angola en demi-finale (5-1) et décroche ainsi sa qualification pour la Coupe du monde 2025. Les Marocaines remporte le tournoi après avoir vaincu les Tanzaniennes en finale (3-2),,,. Zineb Erroudany, qui participe à toutes les rencontres, inscrit un des buts marocains face à l'Angola qui est par la même occasion son premier but avec la sélection. 

## Palmarès
| AM Laâyoune                             | AS FAR                                                                                                | Maroc -20 ans (1)                                                         | Équipe du Maroc futsal (1)                            |
| --------------------------------------- | --- | ------------------------------------------------------------------------- | ----------------------------------------------------- |
| - Coupe du Trône: - Finaliste : 2022-23 | - Championnat du Maroc (1) : - Championne : 2025 - Ligue des champions de la CAF : - Finaliste : 2024 | - Jeux africains - 3e place : 2019 - Tournoi de l'UNAF - Vainqueur : 2019 | - Coupe d'Afrique des nations (1) - Championne : 2025 |